# Łytwyny
Łytwyny (ukr. Литвини) – wieś na Ukrainie w rejonie kobelackim obwodu połtawskiego, w radzie wiejskiej Wasyliwka (Василівська сільська рада). 

## Geografia
Miejscowość leży na podmokłych terenach w pobliżu doliny Dniepru, między wsiami Mykołajiwka i Martyniwka.